# Hassan Nayebagha
Hassan Nayebagha, né le 17 septembre 1950 à Téhéran, est un footballeur international iranien.
Il participe à la coupe du monde de 1978 en Argentine. Il joue deux matches dans la compétition : d'abord le premier match de la phase de poules pour l'équipe, contre les Pays-Bas, en tant que titulaire et enfin contre l'Écosse en tant que remplaçant, entrant à une minute de la fin du match.